# Piedad de la Cierva
Piedad de la Cierva Viudes (Múrcia, 1 de juny de 1913 - Madrid, 31 de desembre de 2007) va ser una científica espanyola, pionera en els estudis de radiació artificial a Espanya i en la industrialització del vidre òptic.

## Biografia

### Infantesa i formació acadèmica
Piedad de la Cierva va ser filla de Juan de la Cierva i López (Múrcia 15 de març de 1888-Madrid 10 de gener de 1966, fill de Julián de la Cierva Peñafiel i d'Encarnación López Parra, i net-patern de Juan de la Cierva Soto -pare de Juan de la Cierva i Peñafiel- i de Petronila Peñafiel) i de Serafina Viudes i Guardiola; i va tenir tres germans, Julián, Juan i Francisco.
El seu pare, home de grans mires i molt exigent amb Piedad, va ser capaç d'endevinar el nou rol que les dones havien d'exercir en la societat després de la Gran Guerra. És per això que es va preocupar de proporcionar els mitjans perquè Piedad pogués estudiar i aconseguir una adequada educació universitària. Es va matricular en la Facultat de Ciències de la Universitat de Múrcia.
El 2 d'octubre de 1928 va començar a estudiar com a alumna oficial a la Universitat de Múrcia, amb el que es va convertir en l'única dona a l'esmentada Universitat. Les seves aptituds intel·lectuals, van impedir ser objecte de discriminació, i els seus professors el van ajudar en la seva promoció professional, com el professor Fernando Ferrando. Durant el curs, 1929-30, es va traslladar a València per continuar la carrera, on va poder trobar altres noies universitàries en la Residència d'Escolàpies en la qual s'allotjava, deixant l'aïllament que havia sofert a Múrcia. Allí va coincidir amb tres estudiants de Magisteri i dos de Medicina.
Es va llicenciar en Ciències per la Universitat de València en 1932, rebent el Premi Extraordinari de Llicenciatura, i sent una de les afortunades que formava part d'aquest 6% d'alumnat femení del total d'alumnes universitaris.
El professor de Química General, Antonio Ipiens, catedràtic de Química General a la Universitat de València des de 1924 i que obtindria en 1941 la càtedra de Química experimental a la Universitat de Madrid, la dona de la qual també tenia carrera universitària; proposa a Piedad fer el doctorat a Madrid, proporcionant-li una carta de recomanació dirigida a Julio Palacios, un dels investigadors més prestigiosos de la Universitat Central de Madrid. És d'aquesta manera que acaba realitzant la seva tesi doctoral en el prestigiós Institut Rockefeller, que reunia en aquell moment a investigadors de gran talla intel·lectual com Enrique Moles, Miguel Català o Julio Palacios i acudien també científics destacats d'altres parts d'Europa, entre ells Marie Curie o Albert Einstein.

### Desenvolupament de la seva activitat científica
Acabada la tesi en 1935, va obtenir una beca per marxar a l'Institut de Física Teòrica Niels Bohr a Dinamarca, un centre pioner en la desintegració artificial de l'àtom, per investigar sota la direcció del professor Georges von Hevesy.
Von Hevesy va dirigir els seus estudis, li va ensenyar les principals tècniques de radiació artificial i li va encomanar diverses recerques, en concret una sobre la transmutació de l'Alumini i una altra sobre la separació dels isòtops del Brom que es van traduir en dos articles científics publicats a Espanya en la Revista Anales de la Sociedad Española de Física y Química.
A la seva tornada a Espanya comptava amb dirigir els estudis sobre radiació artificial a Espanya, però l'esclat de la Guerra Civil al juliol de 1936 va impedir aconseguir tots els seus plans.
Després de la Guerra va tornar a reprendre la seva activitat científica. En primer lloc, va formar part de l'inicial Institut d'Òptica a proposta de José María Otero Navascués. Aquest incipient institut es convertiria posteriorment en l'Institut “Daza de Valdés”, dependent del CSIC. A més, va ser nomenada Auxiliar de la Càtedra “Estructura atòmic-molecular i Espectroscòpia” a la Universitat Complutense.
En 1941 es va presentar a les oposicions de Càtedra de Físic química per a les universitats de Sevilla, Murcia i Madrid juntament amb Teresa Salazar i altres tres professors d'universitat. Per a la seva decepció només dues dels homes van aconseguir una plaça, la qual cosa li va fer replantejar-se la seva dedicació a la universitat.
En 1945 va ser contractada com a Personal Tècnic Civil de la Marina pel LTIEMA (Laboratori i Taller de Recerca de l'Estat Major de l'Armada) per encarregar-se sobretot de la industrialització del vidre òptic. A aquest efecte va viatjar als Estats Units per familiaritzar-se amb els procediments. Va visitar la National Bureau of Standards (Washington), la Facultat d'Enginyeria del Vidre de la Universitat de Toledo (Ohio) i la Libby Owens.
En 1954 va aconseguir fabricar el primer assaig de vidre òptic. La Memòria d'aquest assaig va ser publicada pel Consell Superior de Recerques Científiques i va ser premiada amb el 1er Premi de recerca tècnica “Juan de la Cierva” en 1955.
Un altre camp de recerca liderat per Piedad de la Cierva des del LTIEMA va ser la fabricació de maons refractaris amb pellofa d'arròs, molt útils per a les calderes dels vaixells i altres forns. En aquesta ocasió va tornar a rebre de nou el Premi “Juan de la Cierva” en 1966.

## Obres publicades
- Cierva Viudes, P. y Losada, J. (1933). “Medidas fotométricas de la reflexión de los Rayos X”. Anales de la Sociedad Española de Física y Química, 31, p. 607.
- Cierva Viudes, P. y Palacios, J. (1934). “Medidas fotométricas de la reflexión de los Rayos X”. Anales de la Sociedad Española de Física y Química, 32, p. 391.
- Cierva Viudes, P. y Palacios, J. (1935). “Factores atómicos absolutos del azufre y del plomo”. Anales de la Sociedad Española de Física y Química, 33, pp. 34-38.
- Cierva Viudes, P. (1936). “Emisión de neutrones por minerales”. Anales de la Sociedad Española de Física y Química, 33, pp. 766-769.
- Cierva Viudes, P. y Rivoir, L. (1936). “Análisis químico por Rayos X”. Anales de la Sociedad Española de Física y Química, 34, pp. 770-778.
- Cierva Viudes, P. y Durán, A. (1941). “Plateado de espejos”. Anales de la Sociedad Española de Física y Química, 37, pp. 177-179.
- Cierva Viudes, P. de la (1943). “Láminas antirreflectoras”. Anales de la Sociedad Española de Física y Química, 39, pp. 136-141.
- Cierva Viudes, Durán, A. (1943). “Contribución al estudio de la agudeza visual con luz de sodio”. Anales de la Sociedad Española de Física y Química, 39, pp. 485-490.
- Cierva Viudes, P. de la (1944). “Láminas antirreflectoras II. Resultados experimentales”. Anales de la Sociedad Española de Física y Química, 40, pp. 1031-1033.
- Cierva Viudes, P. de la y Cacho, F. (1949). “Láminas antirreflectoras”. Anales de la Sociedad Española de Física y Química, 45, pp. 81-90.
- Cierva Viudes, P. (1955). Ensayos de fabricación de vidrio óptico. Madrid: Consejo Superior de Investigaciones Científicas.